# Гай Беллиций Кальпурний Торкват
Гай Беллиций Кальпурний Торкват (лат. Gaius Bellicius Calpurnius Torquatus) — римский политический деятель середины II века.
Торкват происходил из Виенны, что в Нарбонской Галлии. Его отцом был консул 124 года Гай Беллиций Флакк Торкват Тебаниан, а братом консул 143 года Гай Беллиций Торкват. О нём самом известно лишь то, что он занимал должность ординарного консула с Публием Сальвием Юлианом.